# إيان جيلدر
إيان جيلدر (بالإنجليزية: Ian Gelder)‏ (3 يونيو 1949 - 6 مايو 2024) ممثل بريطاني. كان معروفًا بأدواره العديدة على المسرح والشاشة، بما في ذلك السيد ديكر في فيلم تورشوود: أطفال الأرض، وكيفن لانيستر في صراع العُروش.

## حياة مهنية
ظهر جيلدر في الفيلم التلفزيوني رامبول بيلي، بصفته ابن محاضر جامعي لرومبول. كما لعب العديد من الأدوار الأخرى على المسرح والشاشة. تشمل أعماله المسرحية الطريق المنخفض (2013). من مايو إلى يوليو 2014، أدى دور ماركوس أندرونيكوس، شقيق تيتوس، في إحياء لوسي بيلي لإنتاجها الأصلي لعام 2006 لتيتوس أندرونيكوس في مسرح شكسبير غلوب.
ظهر جيلدر في برامج تلفزيونية مثل تورشوود:أطفال الأرض في عام 2009، والمسلسل الشَّهير صراع العروش في عام 2011 بدور كيفن لانستر. وبعد غياب دام ثلاث سنوات، أعاد جيلدر تمثيل دوره في سلسلة صراع العروش في الموسم الخامس والموسم السادس بدور كيفن لانيستر. لعب جيلدر دور البطولة في 12 حلقة من مسلسل صراع العروش . في عام 2019، قام بدور الضيف في دور تشارلز أمين المكتبة في مسلسل تلفزيون مواده المظلمة، استنادًا إلى ثلاثية الكتب التي نالت استحسان النقاد من تأليف فيليب بولمان. ثم في عام 2020، قام بدور الضيف بدور زيلين في الحلقة السابعة من الموسم الثاني عشر من دكتور هو، والتي كانت بعنوان "هل تستطيع سماعي؟".

## الحياة الشخصية
كان جيلدر مثليًا، وكان شريكه الممثل بن دانيلز. التقيا في عام 1993 أثناء مشاركتهما في إنتاج فيلم "ترفيه السيد سلون".

## الوفاة
توفي جيلدر بسبب مضاعفات سرطان القناة الصفراوية في 6 مايو 2024، عن عمر ناهز الرابعة والسبعين.